# Primärschlamm
Als Primärschlamm bezeichnet man die festen Bestandteile des Abwassers, die sich im Vorklärbecken einer Kläranlage  sedimentieren. Er entsteht bei der Vorklärung, also in der ersten Stufe des Reinigungsprozesses, durch rein mechanische Vorgänge. Der Primärschlamm besteht bei kommunalen Abwässern aus Fäkalien, Essensresten, Papier und ähnlichen Stoffen.
Der Primärschlamm wird danach einer weiteren Schlammbehandlung in Faultürmen zugeführt und zur Methangewinnung genutzt. Wird er nicht weiterbehandelt, fängt dieser schnell an zu faulen und verursacht so eine starke Geruchsbelästigung.
siehe auch: Klärschlamm